# Markt Rettenbach
Markt Rettenbach egy község (úgynevezett Markt) Németországban, azon belül Bajorországban. Lakosainak száma 4013 fő (2023. december 31.).

## Népesség
A település népessége az elmúlt években az alábbi módon változott:
| Lakosok száma | 474  | 1134 | 1406 | 3644 | 3718 | 3720 | 3777 | 3819 | 3894 | 4013 |
|               | 1875 | 1950 | 1975 | 2010 | 2012 | 2013 | 2015 | 2017 | 2021 | 2023 |

## Történet
A mai Markt Rettenbach helyén a 6. és a 7. század folyamán telepedtek le nagy számban emberek, a település első írásos említése azonban csak 1152-ből származik: ekkor nevét Rotinbach alakban írták. Tulajdonosa 1152-ben Siegfried von Rotinbach lovag, 1315-ben Berchtold von Rettenbach, 1367-ben Hans von Hohentann, 1404-ben Otto Leutkircher, 1544-ben pedig a memmingeni Heilig-Geist-Spital („Szentlélek ápolóintézet”) volt. Ők 1547 szeptemberében eladták Anton Fuggernek, akinek családja 1584-ben birtokközponttá tette a települést.
1790-ben Franz Xaver von Zwerger, a település adminisztrátora kérvényezte Anselm Victorian Fugger grófnál, hogy Rettenbachban vásárokat tarthassanak: az engedélyt évi két vásárra meg is kapták. Az elsőre 1791. április 21-én került sor.
1848-ban a Bajor Királyság részévé vált: a feudális kötöttségek megszűntek, a Fuggerek kormányzása véget ért, rájuk már csak néhány műemlék, köztük egykori kastélyuk emlékeztet. A település 1902-ben vette fel mai nevét, a Markt Rettenbachot, az 1978-as közigazgatási reform során pedig több községgel egyesülve nyerte el mai területét.